# سكودو بوليفي
السكودو (scudo) هو وحدة عملة جري تداولها في بوليفيا بين عامي 1827 و1864 بدلًا من عملة الإسكودو الإسباني (بالإسبانية: escudo)‏. كان السكودو ينقسم إلى 16 سول. ألغي السكودو لاحقًا ليحل محله البوليفيانو، الذي كانت قيمته تعادل نصف سكودو.